# 董潮
董潮（1729年—1764年），字曉滄，號東亭，又號臞仙。江蘇省常州府陽湖縣（今屬常州市）人，清朝政治人物、翰林、詩人、詞人、書畫家、駢文家、史學家。

## 經歷
董潮少年時孤貧，由祖母海鹽陳氏撫養成人，之後入贅並占籍浙江嘉興府海鹽縣。性情孝順，讀書慷慨有志節，善作詩文，擅書法，尤其精工駢體文。乾隆二十一年（1756年）浙江鄉試舉人。乾隆二十六年（1761年）乾隆帝允准朝廷大臣請求，在會試未錄取的備卷中挑四十人為中書、學正的預備人選。董潮此時入選，補授內閣中書，充《通鑑輯覽》纂修官。董潮取材淵博豐富、體裁嚴謹，有良史的素質。乾隆二十八年（1763年）癸未科殿試，中第二甲第十三名進士。選翰林院庶吉士。乾隆二十九年（1764年）董潮請假歸鄉，受聘參與修纂常州城附郭武進、陽湖兩縣志書，未及完成而卒，年三十六。
董潮平時與趙翼交游，跟朱琰互相砥礪詩文。詩風近溫庭筠、李商隱、王士禎，與夏鑾、朱琰、朱方藹、李旦華、陸以謙等人稱為“嘉禾八子”，在京師曾作〈紅豆樹歌〉，時人稱其「紅豆詩人」。繪畫師法黃公望，書法學習《靈飛經》，詞作風格綺麗。

## 著作
- 《東亭詩選》二卷
- 《東皋雜鈔》三卷[2]
- 《漱花集詩餘》一卷
- 《紅豆詩人集》十九卷、《附集》一卷